# Красновское сельское поселение (Тюменская область)
Красновское се́льское поселе́ние — муниципальное образование в Исетском районе Тюменской области Российской Федерации.
Административный центр — село Красново.

## История
Статус и границы сельского поселения установлены Законом Тюменской области от 5 ноября 2004 года № 263 «Об установлении границ муниципальных образований Тюменской области и наделении их статусом муниципального района, городского округа и сельского поселения».

## Население
| 2010  | 2011  | 2012  | 2013  | 2014  | 2015  | 2016  |
| ----- | ----- | ----- | ----- | ----- | ----- | ----- |
| 1335  | ↘1333 | ↘1317 | ↘1299 | ↗1304 | ↘1294 | ↘1283 |
| 2017  | 2018  | 2019  | 2020  | 2021  |       |       |
| ↘1269 | ↘1248 | ↘1235 | ↘1197 | ↘1165 |       |       |

## Состав сельского поселения
| № | Населённый пункт | Тип населённого пункта       | Население |
| - | ---------------- | ---------------------------- | --------- |
| 1 | Ершина           | деревня                      | 177       |
| 2 | Кирсанова        | деревня                      | 69        |
| 3 | Красново         | село, административный центр | 622       |
| 4 | Новикова         | посёлок                      | 347       |
| 5 | Решетникова      | деревня                      | 120       |